# Natació al Campionat del Món de natació de 2013 – 400 m estils femení
Els 400 metres estils femení es van celebrar entre el 4 d'agost de 2013 al Palau Sant Jordi a Barcelona.

## Rècords
Els rècords del món abans de començar la prova:
| Rècord del món       | Ye Shiwen, R.P. de la Xina | 4:28.43 | Londres, Regne Unit | 28 de juliol de 2012 |
| Rècord del campionat | Katinka Hosszú, Hongria    | 4:30.31 | Roma, Itàlia        | 2 d'agost de 2009    |

## Resultats
NR: Rècord nacional
DNS: No presentada

### Sèries
| Posició | Sèries | Carrer | Nom                       | País            | Temps   | Notes |
| ------- | ------ | ------ | ------------------------- | --------------- | ------- | ----- |
| 1       | 2      | 4      | Katinka Hosszú            | Hongria         | 4:32.72 | Q     |
| 2       | 2      | 5      | Mireia Belmonte           | Catalunya       | 4:34.64 | Q     |
| 3       | 4      | 4      | Ye Shiwen                 | R.P. de la Xina | 4:34.93 | Q     |
| 3       | 4      | 3      | Zsuzsanna Jakabos         | Hongria         | 4:34.93 | Q     |
| 5       | 4      | 5      | Hannah Miley              | Regne Unit      | 4:34.94 | Q     |
| 6       | 3      | 4      | Elizabeth Beisel          | Estats Units    | 4:35.17 | Q     |
| 7       | 3      | 5      | Madeline Dirado           | Estats Units    | 4:37.39 | Q     |
| 8       | 3      | 3      | Miyu Otsuka               | Japó            | 4:37.77 | Q     |
| 9       | 2      | 3      | Aimee Willmott            | Regne Unit      | 4:38.43 |       |
| 10      | 3      | 7      | Chen Xinyi                | R.P. de la Xina | 4:39.54 |       |
| 11      | 3      | 2      | Alexa Komarnycky          | Canadà          | 4:39.94 |       |
| 12      | 4      | 7      | Barbora Závadová          | Txèquia         | 4:41.88 |       |
| 13      | 4      | 6      | Stefania Pirozzi          | Itàlia          | 4:42.33 |       |
| 14      | 3      | 6      | Beatriz Gómez Cortés      | Espanya         | 4:42.78 |       |
| 15      | 4      | 2      | Yana Martynova            | Rússia          | 4:44.03 |       |
| 16      | 2      | 2      | Stina Gardell             | Suècia          | 4:44.50 |       |
| 17      | 4      | 1      | Joanna Melo               | Brasil          | 4:44.55 |       |
| 18      | 2      | 6      | Miho Takahashi            | Japó            | 4:45.70 |       |
| 19      | 2      | 7      | Erika Seltenreich-Hodgson | Canadà          | 4:46.11 |       |
| 20      | 4      | 0      | Susana Escobar            | Mèxic           | 4:47.18 | NR    |
| 21      | 2      | 8      | Nguyen Thi Anh Vien       | Vietnam         | 4:47.60 |       |
| 22      | 3      | 0      | Rene Warnes               | Sud-àfrica      | 4:48.11 |       |
| 23      | 4      | 9      | Samantha Lucie-Smith      | Nova Zelanda    | 4:49.73 |       |
| 24      | 4      | 8      | Samantha Arevalo          | Equador         | 4:50.03 |       |
| 25      | 3      | 8      | Victoria Kaminskaya       | Portugal        | 4:52.12 |       |
| 26      | 2      | 1      | Hanna Dzerkal             | Ucraïna         | 4:53.34 |       |
| 27      | 1      | 5      | Zara Bailey               | Jamaica         | 4:54.14 |       |
| 28      | 1      | 4      | Siow Yi Ting              | Malàisia        | 4:54.84 |       |
| 29      | 2      | 0      | Tanja Kylliainen          | Finlàndia       | 4:55.54 |       |
| 30      | 1      | 3      | Maria Far Núñez           | Panamà          | 5:14.48 |       |
| 31      | 3      | 1      | Ranohon Amanova           | Uzbekistan      |         | DNS   |

### Final
| Posició | Carrer | Nom               | País            | Temps   | Notes |
| ------- | ------ | ----------------- | --------------- | ------- | ----- |
| 1       | 4      | Katinka Hosszú    | Hongria         | 4:30.41 |       |
| 2       | 5      | Mireia Belmonte   | Catalunya       | 4:31.21 |       |
| 3       | 7      | Elizabeth Beisel  | Estats Units    | 4:31.69 |       |
| 4       | 1      | Madeline Dirado   | Estats Units    | 4:32.70 |       |
| 5       | 2      | Hannah Miley      | Regne Unit      | 4:34.16 |       |
| 6       | 6      | Zsuzsanna Jakabos | Hongria         | 4:34.50 |       |
| 7       | 3      | Ye Shiwen         | R.P. de la Xina | 4:38.51 |       |
| 8       | 8      | Miyu Otsuka       | Japó            | 4:39.21 |       |